# Mirko Fiket
Mirko Fiket - Mesarić (Sukinac kraj Križevaca, 25. listopada 1899. — Virovitica, 7. travnja 1976.) bio je sudionik Narodnooslobodilačke borbe, političar u SR Hrvatskoj i narodni heroj Jugoslavije.

## Životopis
Rođen je 1899. godine u selu Sukincu kraj Križevaca, u siromašnoj radničkoj obitelji. Otac mu je bio šumarski radnik, a i Mirko je, do 1941. godine, radio na šumskim radilištima. Nije išao u školu, već ga je majka podučavala kod kuće. Godine 1913., preselio se u Levinovac pored Virovitice, gdje su njegovi roditelji kupili zemlju. Otac mu je poginuo u Prvom svjetskom ratu, tako da mu je majka ostala sama s osmero djece. Članom Komunističke partije Jugoslavije postao je 15. rujna 1940. godine.

### Drugi svjetski rat
Odmah poslije okupacije Jugoslavije, 1941. godine, priključio se Narodnooslobodilačkom pokretu. Unatoč prijetnjama, odbio je da se, poslije uspostavljanja NDH, priključi ustaškom pokretu, što su od njega zahtijevali lokalni ustaše. Povezao se s komunistima i drugim ljudima spremnim na borbu iz susjednih sela.
Kada je u virovitičkom kraju formirana prva skupina naoružanih Srba, Mirko joj se pridružio, iako je u njoj odlučujući utjecaj imao šovinist i četnik Jovo Kosanović. Krajem 1942. godine, prešao je u Štab Treće operativne zone, gdje je obavljao kurirske i druge poslove. U veljači 1944. godine, povučen je na pozadinski rad. Postao je član Općinskog komiteta KP Hrvatske u Pivnici, a zatim i član Kotarskog narodnog odbora te, potkraj 1944. godine, član Oblasnog komiteta KPH u Virovitici.
Kao član prve grupe naoružanih Srba u virovitičkom kraju, Mirko je uskoro pridobio simpatije većeg dijela boraca i ostao u grupi unatoč Kosanovićevim nastojanjima da ga ubije, ne trpeći ga ni kao komunista ni kao Hrvata. Fiketovom zaslugom, ta grupa je, većim dijelom, prešla potpuno na stranu NOP-a. Kosanović je, s još nekolicinom svojih pristalica, bio strijeljan kao izdajnik. Mirko je, među ostalima, sudjelovao u borbama na Lomu, Kućancima, Orahovici, Drenovcu, Vilić-Selu, Čaglinu, Malim i Velikim Bastajima, Miokovićevu, Siraču, Hum-Varošu, Levinovcu i ostalim mjestima.
Kada su ga, krajem 1941. godine, sa skupinom boraca, opkolili ustaše u selu Kometniku, uspio je izvući cijelu skupinu. Početkom 1942. godine opkolilo ga je, s još trojicom suboraca, nekoliko stotina ustaša, usred dana, u šumici kod Levinovca, pokraj Virovitice. Opkoljeni partizani su se upustili u borbu protiv neprijatelja i uspijevali držati odstupnicu do ponoći. Poslije pogibije svojih suboraca, Mirko je nastavio borbu sam i zahvaljujući preciznom gađanju (još prije rata bio je poznat kao odličan strijelac), oborio je desetak ustaša, koji su mu se pokušali približiti. To je pokolebalo preostale ustaše i Mirko je uspio izvući se iz obruča. Taj događaj, posebice što su u toj borbi sudjelovali i ustaše iz njegova sela, donio mu je ugled u okolnim selima. Za vrijeme rata, ustaše su mu ucijenili glavu na 150 000 kuna.

### Poslijeratna karijera
Poslije rata, radio je u svom kraju. Bio je član Kotarskog komiteta KPH u Virovitici, šef odsjeka za zdravlje i socijalnu politiku u kotaru, član Suda časti i ostalo. Godine 1953., otišao je u mirovinu zbog bolesti.
Umro je 7. travnja 1976. godine u Virovitici. Pokopan je na virovitičkom groblju.
Nositelj je Partizanske spomenice 1941. i više ostalih odlikovanja. Ordenom narodnog heroja odlikovan je 24. srpnja 1953. godine.